# 奥列格·弗拉基米罗维奇·加林
奥列格·弗拉基米罗维奇·加林（羅馬化：Oleg Vladimirovich Garin；1973年12月26日—）是俄罗斯政治人物和前越野摩托车冠军。自2021年起，他在国家杜马中代表伊热夫斯克选区。他是“俄罗斯领导人。政治”竞赛获胜者

## 制裁
加林于2022年因俄乌战争而受到英国政府制裁。